# Вершинин, Владимир Васильевич
Владимир Васильевич Вершинин (2 февраля 1973 — 26 апреля 2004) — советский и российский хоккеист, нападающий.

## Биография
Воспитанник череповецкого «Металлурга». Выступал за команды «Металлург»/«Северсталь» (1991/92 — 1994/95, 1995/96), «Металлург-2»/«Северсталь-2» (1992/93 — 1994/95, 1995/96), «Технолог» (Ухта, 1994/95), «КомиТЭК» (Нижний Одес, 1995/96), «Авангард» Тамбов (1996/97).
Автор первой шайбы «Металлурга» в МХЛ. В МХЛ провёл четыре сезона, сыграл 79 матчей.
Скончался в 2004 году.